# Melfi (hrad)
Hrad Melfi (italsky Castello di Melfi) je hrad v jižní Itálii. Byl postaven v jedenáctém století Normany jako brána mezi Apulií a Kampánií. Byl též dějištěm velkých historických událostí.
V letech 1059–1137 se zde konalo pět koncilů, na nichž se řešily vztahy mezi církví a Normany, byl zde potvrzen kněžský celibát a také například zrušena exkomunikace byzantského císaře Alexia. Roku 1059 papež Mikuláš II. uznal Roberta Guiscarda kalábrijským a apulijským vévodou. Roku 1231 zde vyhlásil císař Fridrich II. Štaufský významný zákoník Liber Augustalis, známý též jako Konstituce z Melfi, zároveň hrad používal jako vězení. Za vlády Karla z Anjou zde bylo královské sídlo. V současnosti je zde muzeum, které byl otevřeno v roce 1976.